# Paléhagen
Paléhagen var en park i Oslo i Norge. Det var den första offentliga parken i Oslo.  Den anlades på 1760-talet och öppnades av sin privata ägare för allmänheten.  Parken började från 1852 och framåt minska genom stadsomvandlingen, särskilt utvidgningen av Strandgata, och krympte så småningom till att bara bestå av en allé. 